# Wayne McCullough
Wayne William McCullough (* 7. Juli 1970 in Belfast, Nordirland) ist ein ehemaliger irisch-US-amerikanischer Boxer. Von Juli 1995 bis Januar 1997 war er Weltmeister der WBC im Bantamgewicht. Als Amateur gewann er unter anderem die Silbermedaille im Bantamgewicht bei den Olympischen Sommerspielen 1992 in Barcelona.

## Amateurkarriere
McCullough gewann laut eigener Aussage 307 von 318 Amateurkämpfen und wurde Irischer Meister 1988 im Halbfliegengewicht, 1990 im Fliegengewicht und 1992 im Bantamgewicht.
1988 wurde er im Alter von noch 17 Jahren als jüngster Ire für die Olympischen Spiele in Seoul nominiert und war dort Fahnenträger seiner Nation während der Eröffnungszeremonie. Er verlor dann im Halbfliegengewicht startend seinen zweiten Kampf gegen den Kanadier Scott Olson.
1990 gewann er als einziger Ire Gold bei den Commonwealth Games in Auckland und Bronze beim Weltcup in Bombay, ebenfalls der einzige irische Medaillengewinn. Er war dabei im Halbfinale gegen Serafim Todorow gescheitert.
Bei der Weltmeisterschaft 1991 in Sydney verlor er erst im Viertelfinale, beim Kampf um den Einzug in die Medaillenränge, gegen Enrique Carrión. Sein größter Erfolg war dann der Gewinn der Silbermedaille bei den Olympischen Spielen 1992 in Barcelona, als er nach Siegen gegen Fred Muteweta, Ahmed Aboud, Mohammed Sabo und Li Gwang-sik, erst im Finale gegen Joel Casamayor unterlegen war.

## Profikarriere
Er begann seine Profikarriere 1993 in den Vereinigten Staaten und erzielte 16 Siege in Folge, darunter gegen Victor Rabanales und Fabrice Bénichou. Er konnte daraufhin am 30. Juli 1995 in Nagoya um den WBC-Weltmeistertitel im Bantamgewicht boxen und besiegte dabei den japanischen Titelträger Yasuei Yakushiji. Im Anschluss verteidigte er den Titel jeweils gegen Johnny Bredahl und José Luis Bueno, ehe er den Titel im Januar 1997 niederlegte um in das Superbantamgewicht aufzusteigen. Dort boxte er am 11. Januar 1997 in Boston gegen Daniel Zaragoza um dessen WBC-Titel, verlor jedoch knapp nach Punkten (Split Decision).
Bis zum Ende seiner Karriere 2005 schaffte er keinen Titelgewinn mehr, besiegte jedoch noch Juan Polo Pérez. Er verlor 1998 beim Kampf um den WBO-Titel im Federgewicht gegen Naseem Hamed, 1999 beim erneuten Kampf um den WBC-Titel im Superbantamgewicht gegen Erik Morales und 2003 wieder beim Kampf um den WBO-Titel im Federgewicht gegen Scott Harrison. 2005 boxte er noch zweimal um den WBC-Superbantamgewichtstitel, verlor jedoch jeweils gegen Óscar Larios und beendete seine Karriere.
Einen letzten Kampf bestritt er 2008.

## Sonstiges
McCullough lebt in Los Angeles and Las Vegas. Er ist verheiratet, Vater einer Tochter und arbeitet als Boxtrainer in Santa Monica.
2019 fand er Aufnahme in die Nevada Boxing Hall of Fame.
| Vorgänger        | Amt                                                               | Nachfolger             |
| ---------------- | ----------------------------------------------------------------- | ---------------------- |
| Yasuei Yakushiji | Boxweltmeister im Bantamgewicht (WBC) 30. Juli 1995 – Januar 1997 | Sirimongkol Singwancha |